# Svarttjärnen (Los socken, Hälsingland, 684143-143296)
Svarttjärnen är en sjö i Ljusdals kommun i Hälsingland och ingår i Ljusnans huvudavrinningsområde.